# 水野愛日
水野 愛日（みずの まなび、1977年7月27日 - ）は、日本の女性声優、歌手。

## 経歴
群馬県前橋市出身。幼少期よりアイドルファンで、食卓の上でピンク・レディーを歌っていた。5歳の頃からクラシックバレエを習い、ミュージカルのオーディションを受けたこともある。小学校時代におニャン子クラブが流行しており、「私、絶対おニャン子に入る!」と思っていたが、解散で夢が破れ、その後は乙女塾、桜っ子クラブ、河田純子、田山真美子といったグラビアを見ていたという。声優デビュー前は、本名である水野奈央子名義でアルテミスプロモーションに所属しており、プレアイドルとして活動していた。当時の愛称は「のんのん」だった。当時はグループアイドルをしたかったという。グループアイドルの端っこに行きたく、「一番ダンスはキレてるね!」というキャラクターになりたかったという。20歳くらいで引退し、元アイドルの若妻になるのが夢だったが、中々叶わなかったという。声優になるきっかけは結局グループアイドルにも縁がなく、シングルCDを出すというのがある程度の境目だったため、「私もやるからにはCDを出したい」と思っていたという。しかし本名で活動していた時のまま、うじうじしたままでは夢は叶いそうになかったという。その時に声優ブームが来て、声優がアイドルと変わらないスタンスで活動しており、歌だけではなくラジオもあり、活躍の場が広く「これはつぶしが効くな」と思ったという。
1996年にパイオニアLDCの『ボイス&フェイス』オーディションに合格した後、水野愛日として声優活動を開始。“マナビー”の愛称で親しまれ、1998年にシングル「ハードル」でデビュー以来、多数のシングル、アルバムをリリース。EARLY WING SUZAKUレーベルより、シングルをリリース。
2006年12月より遠藤綾、河原木志穂と共に「Plume」（プリュム）というユニットを結成して同人活動を行ってきたが、2008年5月に『君と夢とアンブレラ』でランティスよりメジャーデビューした。水野"B"愛日として、色羽"V"紫率いるレビューカンパニー・サルメに参加。「お座敷レビュー」というショーに出演している。
2020年11月より17LIVEにてライブ配信を開始。それに伴い、声優事務所とは別にライブ配信のマネージメントを行うスタジオゲート（2021年2月 - ）にも所属。
パイオニアミュージックワークス（デビュー - 2000年2月29日）、アイムエンタープライズ（2000年3月1日 - 2003年11月30日）、ヴァーサタイルエンタテインメント、（2003年12月1日 - 2005年12月31日）、カレイドスコープ（2006年4月1日 - 2010年2月?）を経て、EARLY WING所属（2010年9月 - ）。

## 人物・エピソード
自称アイドル研究家。うさぎが好き。
三重野瞳と大の仲良しで、一時期は一緒にライブを開いたり、オリジナルのカルタを作ったりもしていた。
プレアイドル時代のプロフィールでは1975年生まれとなっていたが、声優デビュー時のプロフィールでは1977年生まれとなっていた。2019年7月27日の誕生日にTwitterで公表した年齢から、1975年生まれが正しい。
フェリス女学院大学文学部日本文学科卒。

## 出演
太字はメインキャラクター。

### テレビアニメ
1997年
- 新・天地無用!（菅野）
- バトルアスリーテス大運動会（生徒）

1998年
- 時空転抄ナスカ（柳原竜子 / エレナ）
- serial experiments lain（加藤樹莉）
- 聖ルミナス女学院（三森真知）

1999年
- ゴクドーくん漫遊記（アーサガ・オーニッツ、うさぎ、詩菫花）

2000年
- BOYS BE…（堀川夏江）

2001年
- 破邪巨星Gダンガイオー（山形カスミ）
- まほろまてぃっく（2001年 - 2009年、等々力凛） - 2シリーズ + 特別編第2作

2002年
- 七人のナナ（女生徒B）
- 灰羽連盟（ミドリ）

2004年
- この醜くも美しい世界（漆島桜子）
- ゾイドフューザーズ（エミー）

2005年
- らいむいろ流奇譚X CROSS〜恋、教ヘテクダサイ。〜（服部かすり）

2006年
- 鍵姫物語 永久アリス輪舞曲（八木島シマコ）
- 地獄少女（同級生）
- 史上最強の弟子ケンイチ（体操部員、子供、女子、悪ガキ 他）
- 人造昆虫カブトボーグ V×V（2006年 - 2007年、桜井、クレメンタイン）
- 妖逆門（イズナ）
- ひぐらしのなく頃に（子供）

### OVA
- くりいむレモン New Generation vol.4 クリーチャーバスター（2006年、木津根玉藻）

### ゲーム
1998年
- ウィザーズハーモニーR（アンリ・ルージュ）
- serial experiments lain（今日子）
- ドキドキプリティリーグ 熱血乙女青春記（水無月葵）

2000年
- UNiSON（トリル）

2001年
- ドキドキプリティリーグ Lovely Star（雷御寺あずき）

2002年
- 虹色ドッジボール（橘あかね）

2003年
- まほろまてぃっく 萌っと≠きらきらメイドさん。（等々力凛）
- まほろまてぃっく☆あどべんちゃー（等々力凛）

2004年
- ZOIDS VSIII（エミー）

2005年
- バルドフォースエグゼ（カイラ・キルステン）

2006年
- コロコロイチバン!第7号付録「コロコロイチバン!特製ゲーム&冒険バトルDVD」（技々みみみ）
- コロコロイチバン!第11号付録「わざぼークイズゲームDVD」（技々みみみ）

2007年
- コンチェルトゲート フォルテ

2011年
- 白衣性恋愛症候群（浅田あみ）
- 魔界戦記ディスガイア3 Return（デスコ）
- 魔界戦記ディスガイア4（デスコ）
- 魔界戦記ディスガイア4 フーカ&デスコ編はじめました。（デスコ）

2012年
- 白衣性恋愛症候群 RE:Therapy（浅田あみ）

2014年
- 魔界戦記ディスガイア4 Return（デスコ）

2019年
- 魔界戦記ディスガイアRPG（デスコ）

2024年
- クレヨンしんちゃん 「炭の町のシロ」（はな）

### デジタルコミック
- Beeマンガ 熱いぞ!猫ヶ谷!!（2010年、桜木先生）

### ドラマCD
2001年
- R.O.D ドラマCD（菫川ねねね）
- なずな姫様SOS CD付だヨ！豪華版!! ドラマCD（なずな姫）

2004年
- からふるまきあ〜と（安田なお）

2005年
- TVアニメ「らいむいろ流奇譚X」オリジナルドラマ 式神温泉 みつごの湯（服部かすり）

2006年
- あまつき（鶴梅）

2007年
- キラメキ☆銀河町商店街（椎葉杏子）

### その他CD
- おしかりCD（2006年）
- 告白CD（2007年、キャサリン）
- おにいちゃんCD Advance（2008年）

### ラジオ
※はインターネット配信。
1990年代
- 水野愛日のHARAPEKOPAI（1998年 - 不明）（文化放送）
- 行くぜ！若宮LOVELOVE電波部（1998年10月 - 1999年3月）（FMぐんま）
- 愛と由美のあぁぁ新天地!（1997年 - 1999年、文化放送）
- 水野愛日▽乙女のチャレンジ（1997年、東海ラジオ、KBS京都）
- 愛日とゆかりのさるのコシカケ（1998年、ラジオ大阪）

2000年代
- ちはる・愛日の今夜もいっぱい!?（2000年 - 2001年、東海ラジオ、FM FUJI）
- あち・ゆき・まなびの僕らじ（2000年 - 2002年、BSQR489）
- 愛日・麻衣のあい♥まいSTATION（2001年 - 2002年、東海ラジオ、FM FUJI、KBS京都）
- ラジオ・パイオニア ～まほろDE放送局～（2002年、BSQR489）
  - ラジオ・パイオニア 〜まほろDE放送局〜 復活の日（2003年、BSQR489）
- 下級生はらいむいろ（2004年、文化放送「A&G 超RADIO SHOW〜アニスパ!〜」内箱番組）
- Plume物語 〜お茶の時間〜（2006年 - 2008年、アニたま電波局）
- Plume物語 〜Royal Plume Tea〜（2007年 - 2008年、ランティスウェブラジオ）

2010年代
- まなびぃ♥そらじぃの○○Cafe（2010年 - 2015年、HiBiKi Radio Station）
- 白恋♥ラジオナースステーション（2011年、HiBiKi Radio Station）

#### ラジオCD
- 白恋♥ラジオナースステーション（2012年1月27日）

### コンテンツ
- iPhone/iPod Touch向けアプリ「萌めざまし」（2010年[13]）

### オリジナルビデオ
- 愛の萌えメイド（2006年、高梨一三）

### テレビ番組
- アニてん荘 特集コーナー（2004年4月 - 2005年9月）

### 映像商品
2005年
- アニフェス2004冬祭り〜下級生2＆らいむいろ流奇譚X イベントDVD〜（3月25日）
- 下級生はらいむいろ〜ラジオじゃないラジオ〜 らいむいろ流奇譚X PART 全3巻（2005年）

2012年
- HiBiKi Radio Station×EARLY WING presents HiE@r Time特別総集編DVD vol.1 - 3（2012年 - 2014年）

### 舞台
- DMF「ピューパルメモリ[14]」（2009年2月25日 - 3月1日、東京芸術劇場シアターイースト）
- DMF「山茶花〜さざんか[15]」艶〜en（2009年8月19日 - 23日、中野・ザ・ポケット）
- D・Nプロデュース「御化物」（2009年11月11日 - 16日、池袋・シアターグリーンBIG TREE THEATER）
- DMF「イマーゴメモリ[16]」（2009年12月16日 - 20日、SPACE107）
- 進戯団夢命クラシックス「雅貴とクダンの奇妙な夜」（2010年4月1日 - 4日、新宿・シアターモリエール）
- 進戯団夢命クラシックス「ku-gu-tu/カイライ」（2010年12月22日 - 26日、新宿・シアターモリエール） - シエル 役
- team.静春「れでぃごぅ!!」（2011年4月15日、せんがわ劇場） - 日替わりゲスト
- ピウス×クリエイティヴ 零-zero-Produce「ボクサァ」（2012年4月11日 - 15日、笹塚ファクトリー）
- d-contents「Re:call」（2017年1月25日 - 29日、中野・ザ・ポケット）
- 企画演劇集団ボクラ団義「サヨナラノ唄[17]」（2017年7月13日 - 23日、渋谷・CBGKシブゲキ!!）
- ENG「クレプトキング」（2017年11月15日 - 20日、六行会ホール） - 磯上守弥子 役[18]
- 華凛「忘却論」（2018年4月18日 - 22日、八幡山・ワーサルシアター） - 日美子 役[19]
- ENG「山茶花」（2018年6月6日 - 10日、池袋・シアターグリーンBIG TREE THEATER） - 千里 役[20]
- カガミ想馬プロデュース「イリクラ2018」（2018年8月1日 - 5日、池袋・シアターグリーンBIG TREE THEATER） - ブルパリップ夫人 役[21]
- 劇団6番シード「ミキシングレディオ2020」L-side（2020年6月25日 - 7月5日、池袋・シアターKASSAI） - 成瀬さん 役[22]
- ENG「ほんとうにかくの?」（2020年12月23日 - 28日、池袋・シアターグリーンBIG TREE THEATER） - 海老虎和美 役[23]

## ディスコグラフィ

### シングル
| # | 発売日         | タイトル     | 規格品番  |
| - | -------------- | ------------ | --------- |
| 1 | 1998年8月28日  | ハードル     | PIDA-1042 |
| 2 | 1998年11月25日 | パレード     | PIDA-1044 |
| 3 | 1999年1月27日  | きらきら     | PIDA-1046 |
| 4 | 1999年8月25日  | マケルモンカ | PICA-5    |
| 5 | 2011年8月5日   | 花の破片     | EWS-1001  |

### アルバム
| #      | 発売日         | タイトル                          | 規格品番                                |
| ------ | -------------- | --------------------------------- | --------------------------------------- |
| 1      | 1999年2月24日  | pop drops                         | PICA-1188                               |
| 2      | 1999年11月25日 | Joyful                            | PICA-1199                               |
| 3      | 2000年9月22日  | citron jewel                      | PICA-1220                               |
| 企画版 | 2000年11月24日 | manabee HAPPY WAVE                | PICA-1219                               |
| ベスト | 2001年3月23日  | Lovely Days〜manabee best songs〜 | PICA-1221(初回限定盤) PICA-1225(通常盤) |
| 4      | 2001年9月21日  | GIRLY★CHIC                        | PICA-1238                               |
| ミニ   | 2004年3月24日  | Petticoat                         | FUJI-11                                 |

### キャラクターソング
| 発売日   | 商品名                                                                     | 歌                                                                 | 楽曲                       | 備考                                                                                      |
| 1999年   | 1999年                                                                     | 1999年                                                             | 1999年                     | 1999年                                                                                    |
| -------- | -------------------------------------------------------------------------- | ------------------------------------------------------------------ | -------------------------- | ----------------------------------------------------------------------------------------- |
| 1月27日  | 聖ルミナス女学院(3) イメージアルバム ガールズ・トーク                      | 三森真知（水野愛日）                                               | 「Smile your sorrow away」 | テレビアニメ『聖ルミナス女学院』関連曲                                                    |
| 1月27日  | 聖ルミナス女学院(3) イメージアルバム ガールズ・トーク                      | ルミナスガールズ・オールスターズ                                   | 「To-bi-ra」               | テレビアニメ『聖ルミナス女学院』挿入歌                                                    |
| 2001年   |                                                                            |                                                                    |                            |                                                                                           |
| 11月22日 | まほろまてぃっく 音楽編1                                                   |                                                                    | 「」                       |                                                                                           |
| 2004年   |                                                                            |                                                                    |                            |                                                                                           |
| 6月30日  | からふるまきあ〜と キャラクターソングス                                    |                                                                    | 「」                       |                                                                                           |
| 2005年   |                                                                            |                                                                    |                            |                                                                                           |
| 1月26日  | 至純花/黄昏少女                                                            | らいむ隊Army                                                       | 「至純花」                 | ゲーム・テレビアニメ『らいむいろ流奇譚X CROSS〜恋、教ヘテクダサイ。〜』オープニングテーマ |
| 1月26日  | 至純花/黄昏少女                                                            | らいむ隊Army                                                       | 「黄昏少女」               | ゲーム・テレビアニメ『らいむいろ流奇譚X CROSS〜恋、教ヘテクダサイ。〜』エンディングテーマ |
| 2月23日  | らいむいろ流奇譚X CROSS〜恋、教ヘテクダサイ。〜 CHARACTER VOCAL COLLECTION | 服部かすり（水野愛日）                                             | 「忍恋心」                 | テレビアニメ『らいむいろ流奇譚X CROSS〜恋、教ヘテクダサイ。〜』挿入歌                     |
| 2月23日  | らいむいろ流奇譚X CROSS〜恋、教ヘテクダサイ。〜 CHARACTER VOCAL COLLECTION | 直江シュロ（今井麻美）、井伊錦（柏木弘美）、服部かすり（水野愛日） | 「血のかよう拳」           | ゲーム『らいむいろ流奇譚X CROSS〜恋、教ヘテクダサイ。〜』挿入歌                           |
| 2009年   |                                                                            |                                                                    |                            |                                                                                           |
| 12月23日 | まほろまてぃっく Best Selection                                            |                                                                    | 「」                       |                                                                                           |
| 2012年   |                                                                            |                                                                    |                            |                                                                                           |
| 6月28日  | 白衣性恋愛症候群 RE:Therapy 初回限定版同梱特典シングルCD「you never know」 | 浅田あみ（水野愛日）                                               | 「COCOON」                 | ゲーム『白衣性恋愛症候群 RE:Therapy』エンディングテーマ                                   |

### その他参加楽曲
| 発売日        | 商品名                                                    | 歌 | 楽曲                                      | 備考                                               |
| ------------- | --------------------------------------------------------- | --- | ----------------------------------------- | -------------------------------------------------- |
| 2000年2月10日 | dream power-翼なき者たちへ-                               | A・G・A・S | 「dream power-翼なき者たちへ-」           | 文化放送A&Gゾーンイメージソング                    |
| 2010年11月7日 | ☆Twinkle☆Girls☆                                           | ☆Twinkle☆Girls☆ | 「☆Twinkle☆Girls☆」                       | ゲーム『コープスパーティー Book of Shadows』挿入歌 |
| 2010年11月7日 | ☆Twinkle☆Girls☆                                           | ☆Twinkle☆Girls☆ | 「YAKUSOKU」                              |                                                    |
| 2014年8月27日 | 瞳でEle-phant!                                            | 愛河里花子、新居昭乃、飯塚雅弓、金月真美、小林由美子、コミネリサ、サエキトモ、坂本真綾、新谷良子、千菅春香、千葉紗子、POARO、松本梨香、三重野瞳、水野愛日、山本麻里安 | 「瞳 Fall in Love〜20周年記念バージョン」 |                                                    |
| 2014年1月22日 | HiBiKi Radio Station×EARLY WING presents HiE@r Time vol.3 | 水野愛日、徳井青空 | 「ようこそ！○○Cafeへ♪♪」                  | ラジオ『まなびぃ♥そらじぃの○○Cafe』テーマソング    |
| 2018年10月6日 | ZWEI〜Rein carnation〜                                    | 一条和矢、いのくちゆか、岡野浩介、小田久史、河原木志穂、楠田敏之、武田華、はらさわ晃綺、ひと美、藤丸亮、本多諒太、松本さち、み〜こ、水野愛日、村井理沙子              | 「ZWEI〜Rein carnation〜」                | 朗読ミュージカル『ZWEI〜Rein carnation〜』主題歌   |

### シリーズ一覧
1. ↑  第1期（2001年）、第2期『〜もっと美しいもの〜』（2002年 - 2003年）
2. ↑  第1作『まほろまてぃっく夏のTVスペシャル「えっちなのはいけないと思います!」』（2003年）、第2作『まほろまてぃっく特別編 ただいま◆おかえり』（2009年）

### ユニットメンバー
1. ↑  飯塚雅弓、浅川悠、堀江由衣、菊池志穂、朝倉ゆかり、宮原永海、手塚ちはる、田村宏美、鈴木奈央、水野愛日
2. ↑  門脇舞、今井麻美、柏木弘美、水野愛日、吉住梢
3. ↑  あかほりさとる、浅田葉子、飯塚雅弓、池澤春菜、井上喜久子、榎本温子、おたっきぃ佐々木、小野坂昌也、川澄綾子、桑島法子、小林晃子、坂本真綾、関俊彦、関智一、田中理恵、千葉繁、豊口めぐみ、長沢美樹、長谷川のび太、氷上恭子、樋口智恵子、日髙のり子、三木眞一郎、水谷優子、水野愛日、三石琴乃、桃井はるこ、森久保祥太郎、山本麻里安
4. ↑  阿部玲子、井澤詩織、笠原あきら、喜多村英梨、桑門そら、水野愛日、山本綾、内田愛美